# Список керівників держав 1064 року
Список керівників держав 1064 року — це перелік правителів країн світу 1064 року.
Список керівників держав 1063 року — 1064 рік — Список керівників держав 1065 року — Список керівників держав за роками

## Європа
- Англія
  - Король Англії — Едуард Сповідник (1042—1066)
  - Корнволл — граф Герберт ап Ґодвін (1050—1066)
- Балканський півострів
  - Дукля — Михайло I (1044/1050-1077)
- Білорусь
  - Полоцьке князівство — Всеслав Брячиславич (1044—1067)
  - Турівське князівство — Ізяслав Ярославич (1052/1054-1072)
- Волзька Болгарія — Ахад ібн Азгар (1061—1076)
- Вельс
  - Королівство Гвент — Кадуган ап Мейріг (1063—1074)
  - Королівство Гвінед — Бледін ап Кінфін (1063—1075)
  - Дехейбарт — Маредид ап Овейн (1063—1072)
  - Морганнуг — Кадуган ап Мейріг (1063—1074)
  - Королівство Повіс — Бледін ап Кінфін (1063—1075)
- Візантійська імперія — Костянтин X Дука (1059—1067)
  - Болгарія (фема) — Никифор Вотаніат (1063—1066)
  - Іверія (фема) — Баграт Вкхаці (1059—1064); Флор Василакі (1064—1071)
  - Парістріон — Василь Апокап (1056—1064)
  - Сірмій (фема) — Роман Діоген (1059—1064)
  - Неаполітанське герцогство — Сергій V (1042–1082)
- Ірландія — верховний король Діармайт мак Майл на м-Бо (1063—1072)
  - Айлех — Ардгар мак Лохлайнн (1061—1064); Аед О'хУалгайрг (1064—1067)
  - Айргіалла — О'Баойгеллайн (1053—1087)
  - Дублін (королівство) — Мурхад мак Діармата мак Маел на м-Бо (1052—1070)
  - Коннахт — Аед IV Ін Гай Бернах МакТадг (1046—1067)
  - Ленстер — Діармайт мак Майл на м-Бо (1042—1072)
  - Король Міде — Конхобар Уа Маел Сехлайнн (1030—1073)
  - Мунстер — Доннхад мак Бріайн (1025—1064); Мурхад мак Доннхада (1064—1068)
  - Улад — Доннхад О'Махгамна (1063—1065)
    - Конайлле Муйрхемне — Кінаед мак Мейк Одормайк (1052—1066)
- Італія
  - Герцогство Апулія і Калабрія — Роберт Гвіскар (1057—1085)
  - Арборейський юдикат — Торхіторіо Баризон (1038—1073)
  - Венеційська республіка — дож Доменіко I Контаріні (1043—1071)
  - Кальярський юдикат — Орцокко Торхіторіо I (1058—1089)
  - Князівство Капуанське — Річард I (1058-1078)
  - Князівство Беневентське — Ландульф VI (1054?–1077)
  - Герцогство Гаета — Атенульф II (1062-1064); Вільгельм I (1064); Ландо (1064-1065)
  - Лорітелло — князь Роберт I (1061—1107)
  - Маркграфство Монферрат — Оттоне II (1044—1084)
  - Салернське князівство — Гізульф II (1052–1077)
  - Сполетське герцогство — Годфрід (1057—1070)
  - Агрігентська тайфа — Алі ібн аль-Хаввас (1053—1067)
  - Трапанська тайфа — Абдаллах ібн Манкут (1053—1065)
  - Маркгафство Тоскана — Беатриса (1052-1076), як регент для Фрідріха та Матільди; Годфрід I (1054-1069), як чоловік Беатриси
  - Торреський юдикат — Торхіторіо Баризон (1038—1073)
  - Принц-єпископство Тренто — вакансія до 1068
    - Катепанат Італії — Абулхар (1064—1068)
- Кавказ
  - Цар Картлі, Кахетії та Абхазії Баграт IV (1027—1072)
  - Кахетинсько-Еретське царство — Аґсартан I (1058—1089)
- Німеччина
  - Маркграфство Австрія — Ернст (1055—1075)
  - Герцогство Баварія — Оттон II Нордгеймський (1061—1070)
  - Принц-єпископство Бріксен — Алтвін (1048/1049-1091)
  - Архієпископ Зальцбургу — Гебард (1060—1088/1090)
  - Герцогство Каринтія — Отакар I (1055/1056-1064); Адальберо II (1064/1074-1082/1088)
  - Кельнське курфюрство — Анно II (1056—1075)
  - Крайна (марка) — Ульріх I (1045—1060/1070)
  - Лужицька марка — Дедо II фон Веттін (1046—1069)
  - Архієпископ Майнца Зігфрід I (1059—1084)
  - Маркграфство Мейсен — Оттон I (1062—1067)
  - Ободрицький союз — Годеслав (1043—1066)
  - Герцогство Саксонія — Ордульф (1059—1072)
  - Саксонська марка — Дедо II фон Веттін (1046—1075)
  - Герцогство Швабія — Рудольф Рейнфельденський (1057—1079)
  - Герцогство Шлезвіг — Олаф I (1058—1095)
- Піренейський півострів
  - Королівство Арагон — Санчо I (1063—1094)
  - Барселонське графство — Рамон-Беренгер I (1035—1076)
  - Графство Безалу — Гільєрмо II (1052—1066)
  - Королівство Кастилія — Фернандо I (1035—1067)
  - Коїмбрське графство — Сеснандо Давідес (1064—1091)
  - Королівство Леон — король Леону Галісії та Астурії Фердинанд I Великий (1037—1065)
  - Альмерійська тайфа — Абу Ях'я Мухаммад аль-Мутасім (1052—1091)
  - Валенсійська тайфа — Абд аль-Малік (1061—1065)
  - Гранадська тайфа — Бадіс ібн Хабус (1038—1073)
  - Денійська тайфа — Алі Ікбал ад-Даула (1044—1076)
  - Кармонська тайфа — Аль-Азіз (1052/1053-1066/1067)
  - Лорка (тайфа) — Абу аль-Асбах ібн Лаббун Сад ад-Давла (?-1091)
  - Малазька тайфа — Бадіс ібн Хабус (1058—1073)
  - Ронда (тайфа) — Абу Нарс Фатух (1057/1058-1065)
  - Сарагоська тайфа — Ахмад I аль-Муктадир (1046—1081)
  - Севільська тайфа — Аббад II (1042—1069)
  - Толедська тайфа — Ях'я I аль-Мамун (1043—1075)
  - Бадахоська тайфа — Абу Бакр (1045—1068)
  - Королівство Наварра — Санчо IV (1054—1076)
  - Графство Португалія — Нуно II Мендеш (1050/1054-1071)
- Польща — Болеслав II Сміливий (1058—1079)
- Скандинавія
  - конунґ данів — Свейн II Данський (1047—1074)
  - Король Норвегії Гаральд III Суворий (1047—1066)
  - Швеція — Стенкіль (1060—1066)
- Угорське князівство — король Соломон I (1063—1074)
- Україна — Київський князь Ізяслав Ярославич (1054—1068)
  - Волинське князівство — Ростислав Володимирович (1057/1060-1064)
  - Переяславське князівство — Всеволод I (1054—1073)
  - Смоленське князівство — до 1073 вакантне
  - Тмутороканське князівство — Гліб Святославич (1060—1064); Ростислав Володимирович (1064—1066)
  - Чернігівське князівство — Святослав I Ярославич (1054—1073)
- Королівство Франція — [[Філіп I]] (1059/1060-1108)
  - Герцогство Аквітанія — Ґійом VIII (1058—1086)
  - Арелатське королівство — Генріх IV (1056—1105)
  - Герцогство Бар — Людовік де Скарпон (1038—1073)
  - Графство Булонь — граф Євстахій II (1049—1088)
  - Графство Бургундія — Вільгельм I Великий (1057—1087)
  - Графство Нант — Юдіт (1051—1063/1066); Гоель II (1063/1066-1084)
  - Герцогство Аквітанія — герцог Вільгельм VIII (1058—1086)
  - Бретонське герцогство — Конан II (1040?1060-1066)
  - Голландія — Дірк V (1061—1091)
  - Ено (графство) — Балдуїн VI (1051—1070)
  - Графство Керсі — Берта (1053—1066/1069)
  - Графство Ла Марш — Адальберт II (1047—1088)
  - Нижня Лотарингія — Фрідріх Люксембурзький (1046—1065)
  - граф Лувену і маркграф Брюсселю Генріх II (1054—1078)
  - Люксембург (графство) — Конрад I (1059—1086)
  - Льєзьке єпископство — Теодуїн Баварський (1048—1075)
  - Графство Мен — Роберт I Куртгьоз (1063—1069)
  - Монбельяр (графство) — Людовик (1042—1073)
  - Монпельє (сеньйорія) — Гільйом III де Монпельє (1059? — 1068)
  - Намюр (графство) — Альберт ІІ (1018/1031—1063/1064); Альберт III (1063/1064—1102)
  - Нормандія — Вільгельм II (1035—1087)
  - Савойське графство — П'єтро I (1060—1078)
  - Графство Тулуза — Вільгельм IV (1060—1094)
  - Урхельське графство — Ерменгол III (1038—1065)
  - Фландрія — Балдуїн V (1035—1067)
  - Графство Фуа — Роже I де Фуа (1036/1038-1064); П'єр Бернар де Фуа (1064—1071)
- Хорватія — Петар Крешимир IV (1058—1074)
- Чехія — князь Вратислав ІІ (1061—1092)
- Шотландія
  - Король Шотландії Малкольм III (1058—1093)
- Святий Престол; Папська держава — папа римський Олександр II (1061—1073)
- Вселенський патріарх — Іван VIII Ксифілін (1064—1075)
  - Тбіліський емірат — Саїд з Джафаридів (1063—1068)

## Азія
- Близький Схід
  - Фатіміди — Мустансир (1036—1094)
  - Багдадський халіфат — Аль-Каїм (1031—1075)
  - Шаріфат Мекки — Абул-Хашим ібн Мухаммед (1063—1094)
  - Наджахіди — до 1081 імовірно вакансія
  - Дербентський емірат — аль-Мансур II (1055—1065) вдруге
  - Сельджуцька імперія — Алп-Арслан (1063—1072)
  - Зіяриди — Кекавус (1043—1087)
  - Сулагіди — Алі ас-Сулагі (1047—1066)
  - Держава Ширваншахів — Фарібурз I (1063—1096)
- Візантія
  - Васпуракан (фема) — Баграт Вхкаці (1059—1065)
  - Мелітена (фема) — Василь Махатарій (1055—1065)
  - Месопотамія (фема) — Григорий Магистр (1050—1066)
- Карське царство — Гагік (1029—1065)
- Сюнікське царство — Григор I Ашотян (1051—1084)
- Ташир-Дзорагетська держава — Гурген II (Кюріке II; 1048—1089)
- Династія Лі — Лі Тхань Тонг (1054—1072)
- Індія
  - магараджахіраджа Гаріяни Ананґпал II (1051—1081)
  - Гуджарадеша — Бгіма I (1022—1063/1064); Карнадева (1063/1064-1092)
  - Династія Какатіїв — Прола I (1030/1050–1075/1076)
  - Камарупа — до 1075 невідомо
  - самраат Кашмірської держави (Династія Лохара) — Калаша (1063—1089)
  - Мевар (князівство) — до 1164 невідомо
  - Імперія Пала — Віграхапала III (1055—1070)
  - Держава Пандья — підкорено Чолою до 1190
  - Парамара — Удаядітья (1060—1097)
  - Полоннарува — Віджаябагу I (1055—1110)
  - Династія Тхакурі — Баладева II (1059—1064); Падмадева або Прад'юмнакамадева (1064—?)
  - Саканбарі — нріпа Дурлабхараджа III (1055—1065)
  - Династія Сеунів — Сеуначандра II (1060—1085)
  - Держава Хойсалів — Хойсала Вінаядітья (1047—1098)
  - Західні Чалук'ї — Сомешвара I (1042/1043—1068)
  - Східні Чалук'ї — Віджаядітья VII (1063—1068, 1072—1075)
  - Чандела — магараджа Джеджа-Бхукті Кірті-варман (1060—1100)
  - магараджа держави Чеді й Дагали Лакшмікарна (1041—1073)
  - Чола — Вірараджендра Чола (1063—1070)
- Індонезія
  - Кедірі (королівство) — Шрі Ітендракара (1051?-1112?)
  - Матарам — Анак Вунгсу (1049—1077)
  - Сунда — Дхармарджа (1042—1064); Ланглангбхумі (між 1064 і 1154)
  - Шривіджая — Самара Віджаятунггаварман (1044—1077)
- Китай
  - Далі — до 1081 невідомо
  - ідикут Кучі — до 1126 — невідомі
  - Династія Ляо — Єлюй Хунцзі (1055—1101)
  - Династія Сун — Чжао Шу (1063—1067)
  - Західна Ся — Лі Лянцзо (1048—1068)
- Корея
  - Корьо — Мунджон (1046—1083)
- Паганське царство — король Анората (1044—1077)
- Персія і Середня Азія
  - Баванди — Карін II (1057—1074)
  - Газневіди — Ібрагім I (1059—1099)
  - Какуїди — Фарамурз (1041—1070)
  - Західнокараханідське ханство — Ібрагім Тамгач-хан (1040—1068)
  - Керманський султанат — Кавурд-бек (1043/1048-1073)
  - Раввадіди — Мамлан II (1059—1071)
  - Шеддадіди — Абу-ль-Асвар Шавур I (1049—1067)
- Кхмерська імперія — Удаядітьяварман II (1050—1066)
- Сінгханаваті — Пхромкуман (1029—1089)
- Середня Азія
  - Східнокараханідське ханство — Махмуд Тогрул-Карахан (1059/1062-1074)
- Японія — Імператор Ґо-Рейдзей (1045—1068)

## Африка
- Альморавіди — Абу-Бакр ібн Умар (1059—1087)
- Зіріди — Тамім ібн аль-Муїзз (1062-11108)
- Канем (імперія) — Бозаджі (1035? — 1067)
- Кілва (султанат) — Алі ібн Дауд I (між 1023 і 1083)
- Макурія — до 1077 невідомо
- Нрі — Езе Нрі Іфікуанім (1043—1089/1090)
- Фатіміди — Мустансир (1036—1094)
- Феський емірат — Муансар ібн Хамад
- Хаммадіди — Ан-Насір ібн Алнас (1062—1088)

## Північна Америка
- Ацкапоцалько — тлатоані Цивактлатінак (?1064 — ?)
- Маяпанська ліга — Чак-Ксіб-Чак (?-?)